# Ełk Szyba Wschód
Ełk Szyba Wschód – przystanek osobowy w Ełku, w województwie warmińsko-mazurskim, w Polsce. Przystanek znajduje się na osiedlu Szyba, w południowej części Ełku. W budynku dworca znajdowała się strażnica przejazdowa obsługująca pobliski przejazd kolejowo-drogowy. Przystanek obsługuje tylko ruch regionalny na trasie Ełk-Białystok. Przez przystanek przebiega nieużywana bocznica do składnicy Agencji Rezerw Materiałowych.  

## Ruch pasażerski
| Rok  | Wymiana pasażerska na dobę |
| ---- | -------------------------- |
| 2017 | 10-19                      |
| 2022 | 20-49                      |

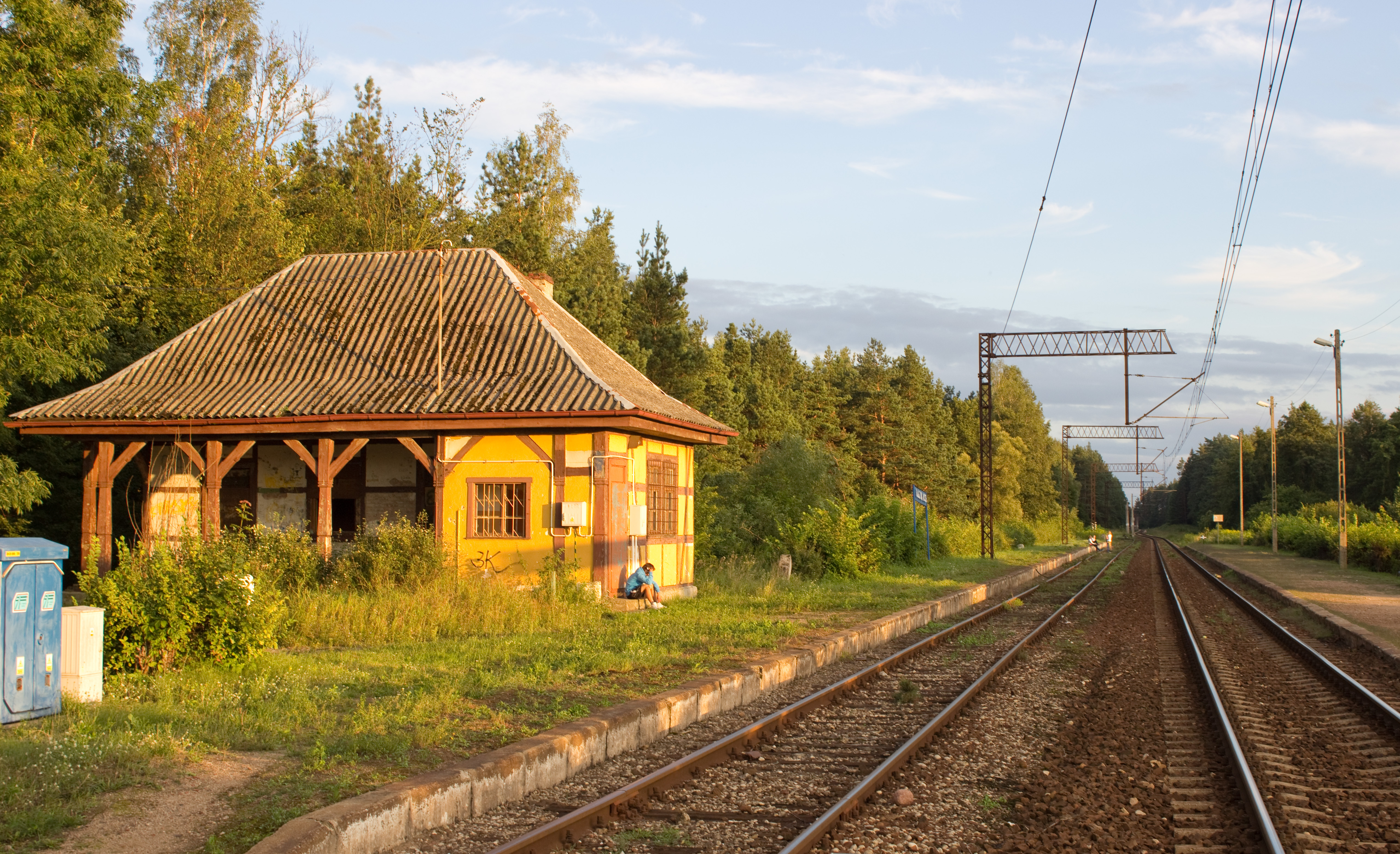
Dworzec
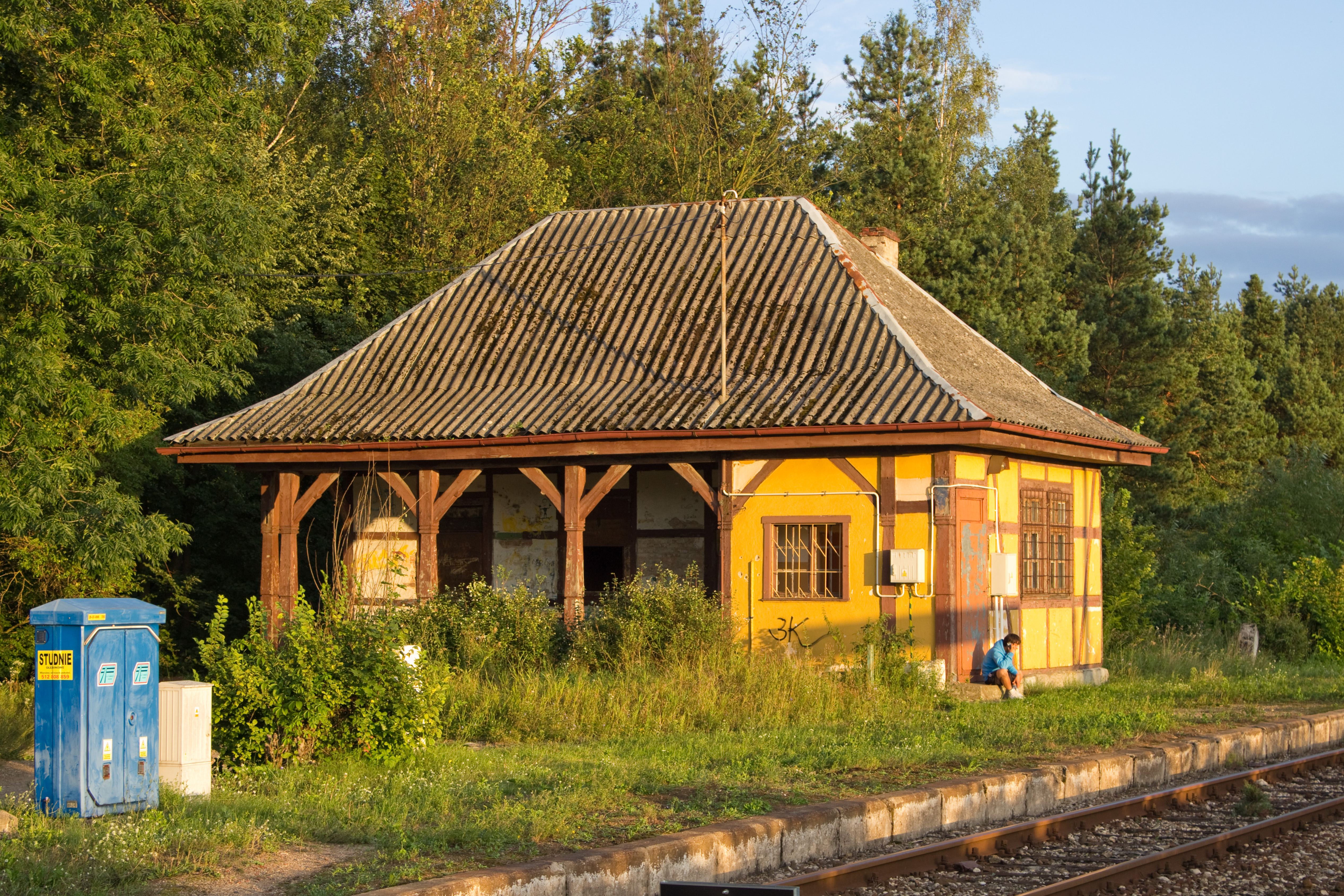
Dworzec
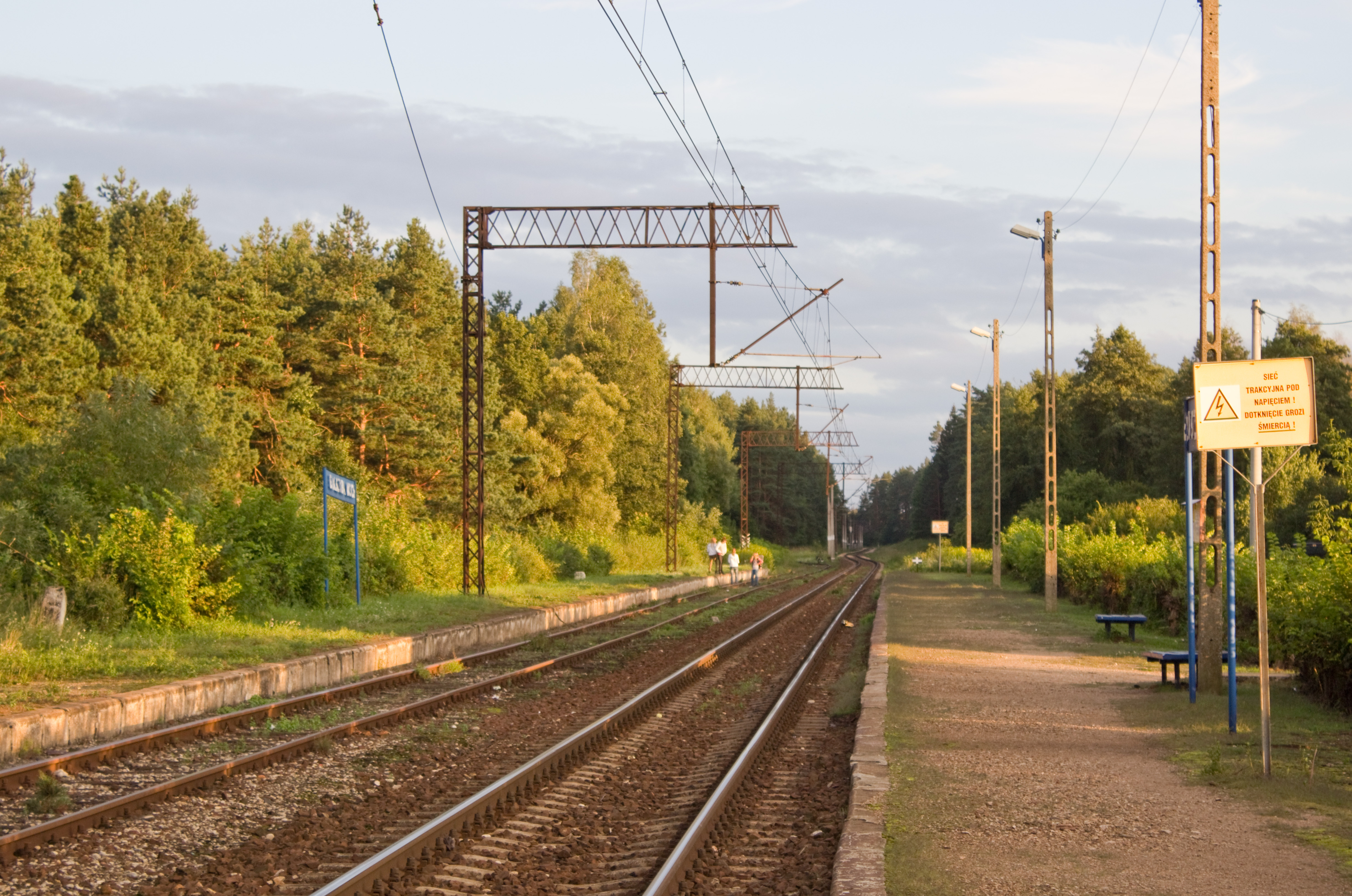
Peron, widok w kierunku Prostek
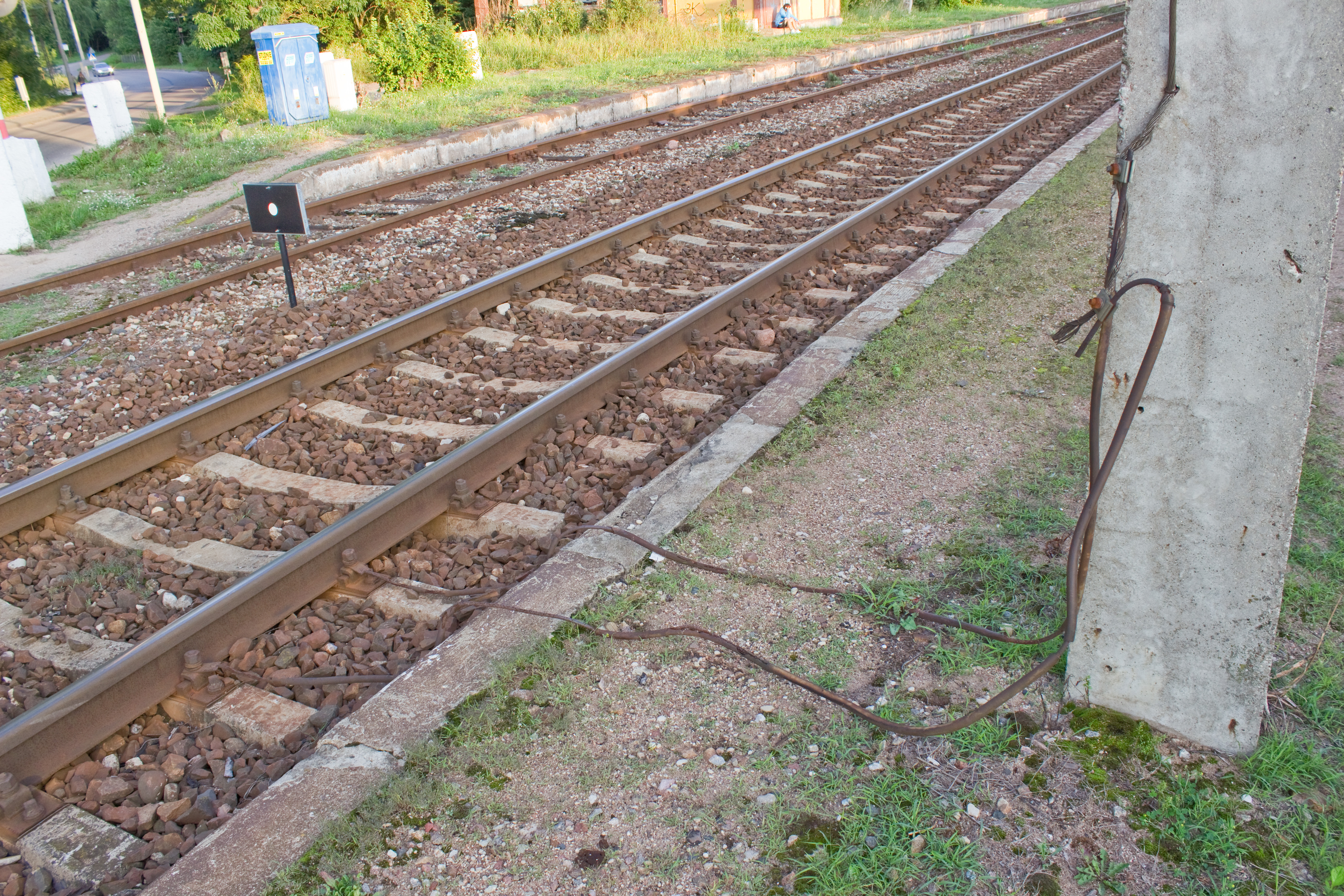
Peron
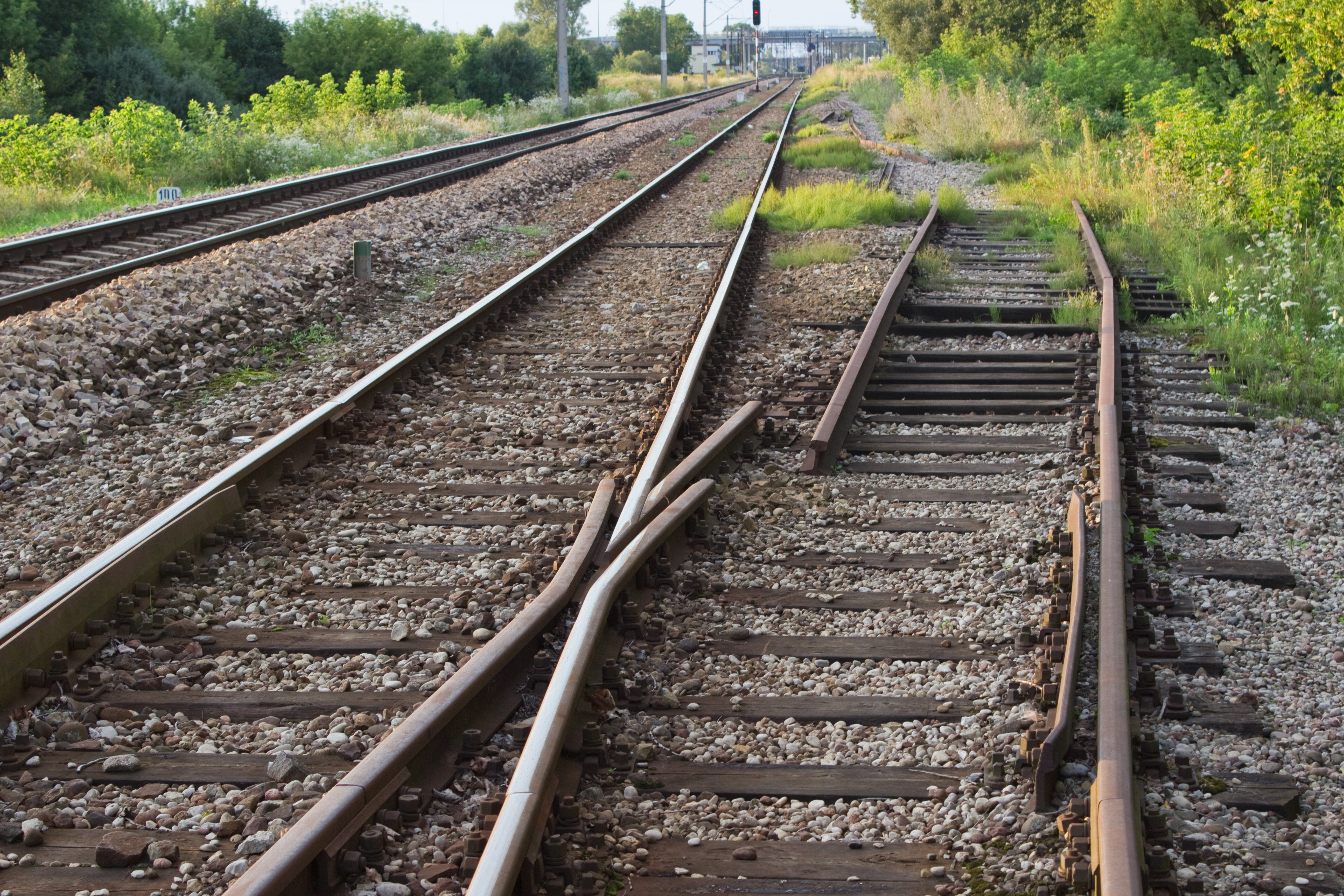
Widok w kierunku Ełku Towarowego
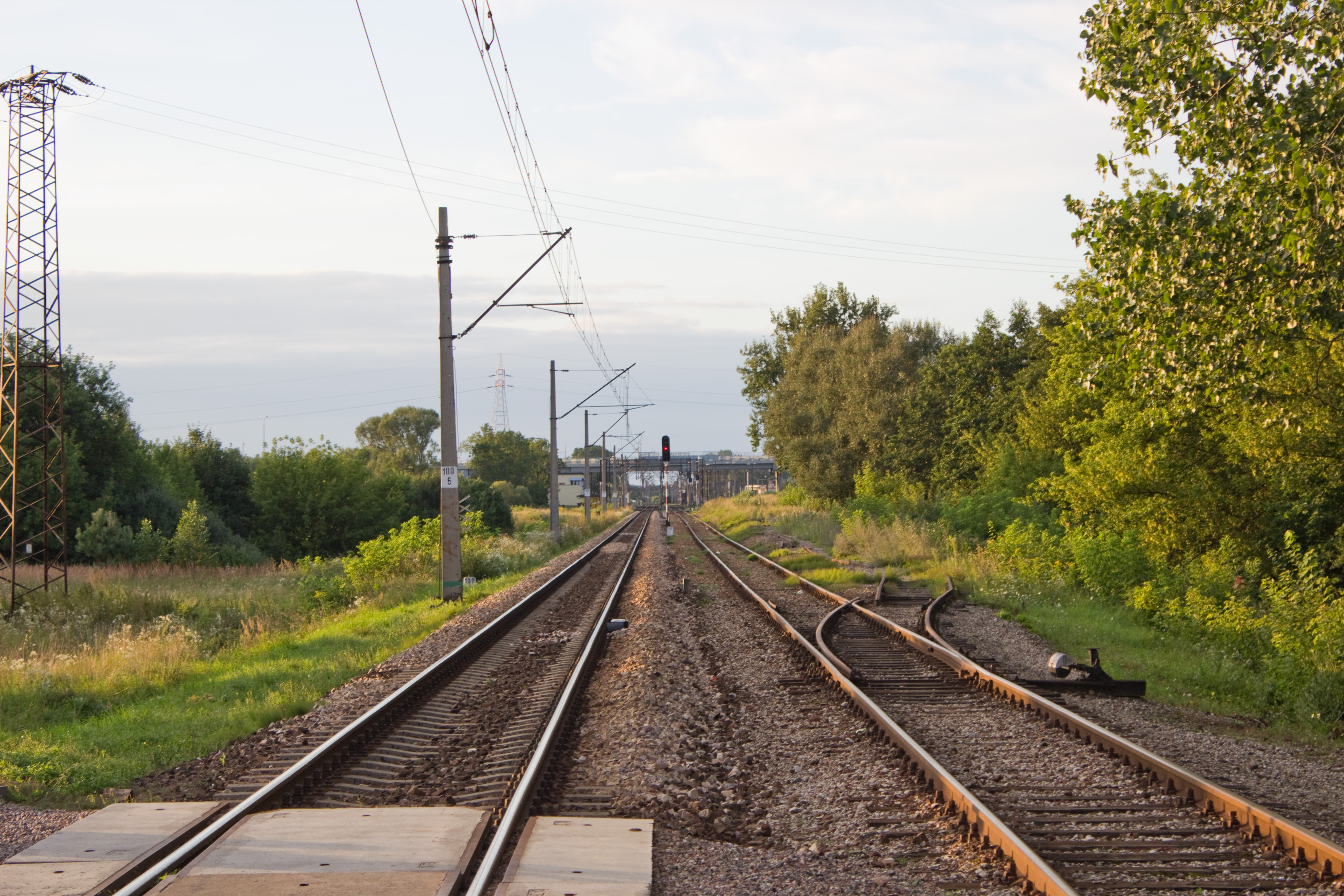
Widok w kierunku Ełku Towarowego
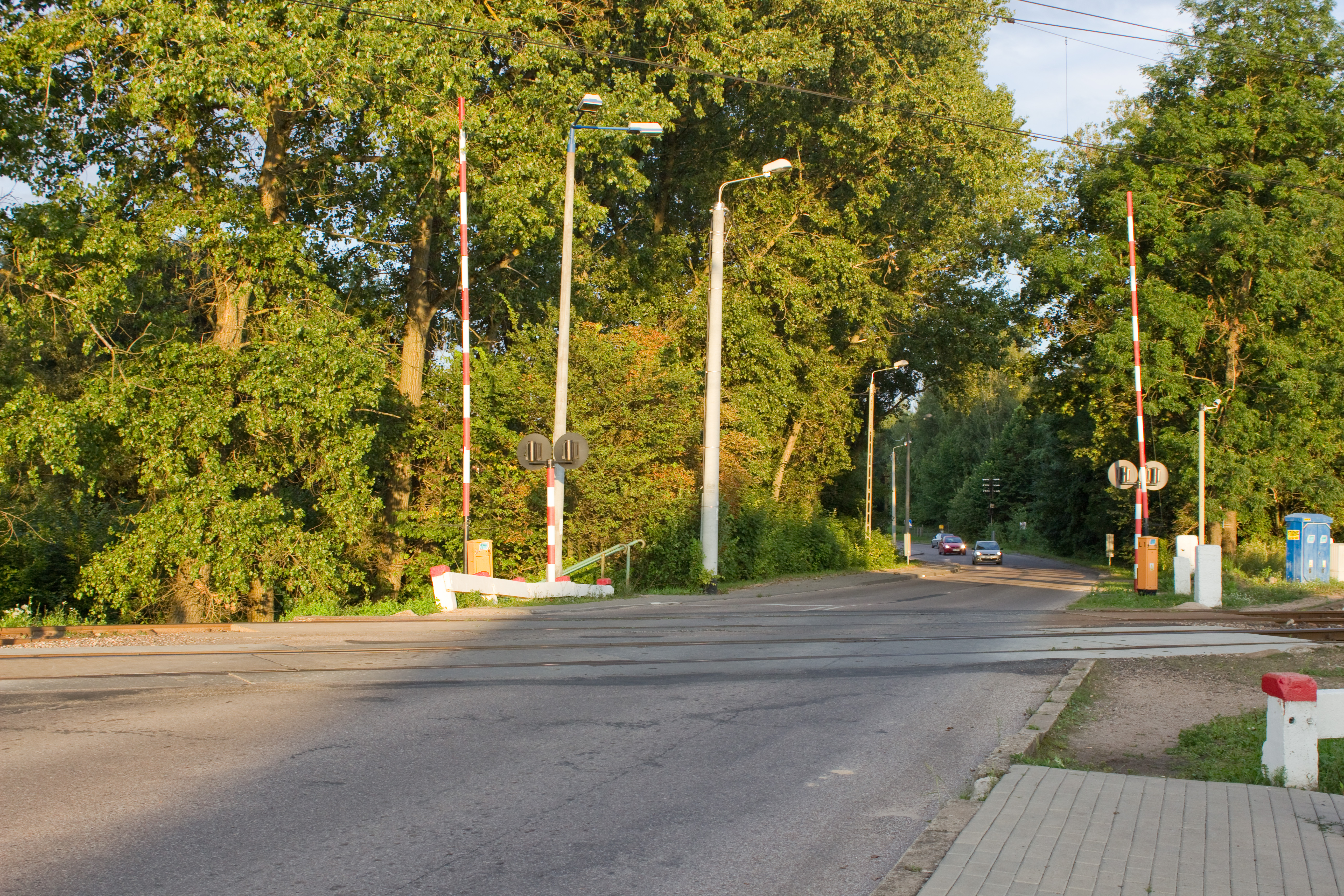
Przejazd kolejowo-drogowo obok przystanku